# Arthur Mapp
Arthur Mapp (6 de noviembre de 1953) es un deportista británico que compitió en judo. Participó en los Juegos Olímpicos de Moscú 1980, obteniendo una medalla de bronce en la categoría abierta.

## Palmarés internacional
| Juegos Olímpicos | Juegos Olímpicos | Juegos Olímpicos  | Juegos Olímpicos |
| Año              | Lugar            | Medalla           | Categoría        |
| ---------------- | ---------------- | ----------------- | ---------------- |
| 1980             | Moscú ( URSS)    | Medalla de bronce | Abierta          |